# Пишіть листи
«Пишіть листи» («Пишите письма») — радянський телефільм 1981 року, знятий режисером Робертом Меркуном на Північно-Осетинській студії телефільмів.

## Сюжет
Кінокомедія про те, як у одному осетинському колгоспі організували вокально-інструментальний ансамбль.

## У ролях
- Мікаела Дроздовська — Ліна, директор палацу культури
- Артем Карапетян — Георг
- Світлана Дудієва — Аза
- Амаяк Акопян — Руслан, керівник ансамблю
- Олег Хабалов — батько Ази, голова колгоспу
- Орзета Бекузарова — Соня, бабуся Ази
- Коста Сланов — учасник хору
- Микола Саламов — учасник хору
- Казбек Губієв — Чермен Баскаєв, син Ліни
- Артур Дзуцев — учасник ансамблю
- Альберт Фідаров — учасник ансамблю
- Дзембад Хамікоєв — учасник ансамблю
- Тамерлан Сабанов — учасник ансамблю
- М. Алібеков — епізод
- О. Боцоєв — епізод
- В. Дзеранов — епізод
- А. Цибіров — епізод
- Серафима Ікаєва — епізод
- Ахсарбек Бекмурзов — радист сільського ПК

## Знімальна група
- Режисер — Роберт Меркун
- Сценарист — Павло Демидов
- Оператор — Михайло Немисський
- Композитор — Євген Птичкін
- Художник — Олександр Діхтяр